# Filipa de Mohun
Filipa de Mohun (em inglês:  Philippa; m. Castelo de Carisbrooke, 17 de julho de 1431) foi duquesa consorte de Iorque pelo seu terceiro casamento com Eduardo de Norwich, 2.º Duque de Iorque, além de senhora da Ilha de Wight.

## Família
Filipa foi a segunda filha e criança nascida de João de Mohun, 2.º Barão Mohun e de Joana Burghersh. Seus avós paternos eram João de Mohun e Cristiana de Segrave. Seus avós maternos eram Bartolomeu de Burghersh, 1.º Barão Burghersh e Isabel de Verdun.
Ela teve uma irmã mais velha, Isabel, segunda esposa de Guilherme Montagu, 2.º conde de Salisbúria, e uma irmã mais nova, Matilde, esposa de João le Strange, 6.° Barão Strange.

## Biografia
Quando seu pai, João, faleceu em 1375, ele era o último homem da linhagem dos Mohun de Dunster, em Somerset. Além da falta de filhos do sexo masculino, Filipa e suas irmãs não herdaram as propriedades, que eram da família desde antes do Domesday Book de 1086, porque sua mãe, Joana, as vendeu em 1374 para Isabel Lutrell, filha de Hugo de Courtenay, 2.º Conde de Devon.
Filipa casou-se com Valter FitzWalter, 4.° Senhor FitzWalter, como sua segunda esposa, em data anterior a 27 de junho de 1385. Ele era filho de João FitzWalter, 3.° Senhor FitzWalter e de Leonor de Percy.  Valter foi Marechal do exército durante a invasão da Bretanha, em 1380/81, além de ter lutado no cerco de Nantes.
Com ele teve um filho, Valter, Senhor FitzWalter, que é mencionado no testamento de Filipa. O barão faleceu na Galícia, no dia 26 de setembro de 1386.
Seu segundo marido foi Sir John Golafre de Langley, em Oxfordshire, com quem se casou antes de 13 de novembro de 1389. John era filho ilegítimo de outro Sir John Golafre. Ele era condestável do Castelo de Wallingford, além de ser Cavalheiro do Câmara do Rei Ricardo II de Inglaterra.
O casal não teve filhos. Ele morreu em 13 de novembro de 1396, e foi enterrado na Abadia de Westminster.
Em 1390, ela foi apontada Lady Companion da Ordem da Jarreteira.
Por fim, em alguma data entre 27 de fevereiro de 1397 e 7 de outubro de 1398, Filipa casou-se com o futuro duque de Iorque, Eduardo de Norwich, filho de Edmundo de Langley e da infanta Isabel de Castela, e portanto um neto do rei Eduardo III de Inglaterra por linhagem paterna, e neto do rei Pedro I de Castela, por linhagem materna.
Contudo, o casamento não resultou em descendência.
Apesar da vitória inglesa, o duque Eduardo foi morto durante a Batalha de Azincourt, em 25 de outubro de 1415.
Em 10 de dezembro de 1415, ela recebeu o título vitalício de Senhora da Ilha de Wight, que havia pertencido a seu marido.
Filipa faleceu em 17 de julho de 1431, no Castelo de Carisbrooke. Segundo o desejo expresso em seu testamento, datado de 1430, ela foi sepultada na Abadia de Westminster.
Além disso, em seu testamento, ela doou dinheiro para várias caridades e para Thomas Chaucer, filho do poeta Geoffrey Chaucer.